# هنشير الطاحونة
هنشير الطاحونة قرية تونسية صغيرة تقع في جنوب ولاية بنزرت وشمال بلاد تونس وغرب معتمدية زهانة اوتيك. يعتمد اقصاد قرية هنشير الطاحونة على زراعة منتجات محلية مثل الزيتون واللوز والقمح والشعير والمواشي مثل الخراف والبقر والدجاج وتعتمد أيضا على العاملين من اهلها في المنطقة الصناعية الموجودة في معتمدية زهانة اوتيك. يوجد في قرية هنشير الطاحونة مدرسة ابتدائية لتعليم الأطفال.